# Acacia howittii
Acacia howittii és una espècie de planta de la família de les lleguminoses que es distribueix per Victòria, al sud-est d'Austràlia. És un arbust que viu en sòls lleugerament àcids a lleugerament alcalins, que es troba en àrees humides. És una espècie que s'usa com a planta ornamental. El que sorprèn d'aquesta espècie és que es troba dins la llista d'espècies rares i és de les més comunes en cultiu i creixement, encara que no segueixi cap tractament en concret. El que passa és que en la natura, la seva distribució es veu reduïda a un punt concret al sud, als turons de Gippsland entre Yarram i Tarra Valley, en una distància de poc més de 20 km.